# Scytodes drakensbergensis
Scytodes drakensbergensis is een spinnensoort uit de familie van de lijmspuiters (Scytodidae).
De wetenschappelijke naam van de soort werd in 1947 gepubliceerd door Reginald Frederick Lawrence.